# Lago Maurepas
O Lago Maurepas está localizado no sudeste da Luisiana, aproximadamente a meio caminho entre Nova Orleães e Baton Rouge, diretamente a oeste do Lago Pontchartrain.

## Toponímia
O lago Maurepas foi nomeado em homenagem a Jean-Frédéric Phélypeaux conde de Maurepas, um estadista francês do século XVIII, principal conselheiro do rei Luís XVI. Jean-Frédéric era filho de Louis Phélypeaux comte de Pontchartrain, que deu nome ao Lago Pontchartrain.

## Características
O Lago Maurepas é um sistema estuarino de maré de forma redonda, raso e salobra. É aproximadamente 240 km2 de área e tem uma profundidade média de cerca de 3,0 metros. O lago recebe entrada de água doce por meio de quatro sistemas fluviais: Rio Blind, Rio Amite, Rio Tickfaw e Rio Natalbany. A entrada média de água doce para o Lago Maurepas a partir desses rios e outras fontes terrestres menores é inferior a 3.400 pés cúbicos por segundo (CWPPRA Environmental Workgroup, 2001). No nordeste, o Lago Maurepas está conectado ao Lago Pontchartrain pelo Passo Manchac (compreendendo o Passo Sul e o menor Passo Norte). A terra entre essas duas passagens forma a Ilha Jones, e as passagens convergem no lado leste da ilha em uma passagem unificada da Manchac. A troca de marés com o Lago Pontchartrain através do Passo Manchac é uma influência mais significativa nas características volumétricas e de elevação do Lago Maurepas do que a descarga de água doce tributária. A ponte do pântano Manchac, que leva a Interestadual 55, atravessa essa área entre os lagos Maurepas e Pontchartrain. A maré astronômica média no Lago Maurepas é de aproximadamente 0,15 m (0,5 ft); no entanto, maiores amplitudes de maré estão associadas a eventos meteorológicos (ou seja, ventos) que influenciam tanto o Lago Pontchartrain quanto o Lago Maurepas. Isso resulta em padrões interessantes de troca de marés e, presumivelmente, mistura in situ em escalas de tempo semanais e quinzenais. A salinidade do lago é diretamente influenciada pela troca com o lago Pontchartrain. As salinidades no Lago Maurepas variam entre 0 e 3 partes por mil (Day et al., 2004). Normalmente, as salinidades são mais altas ao longo da costa leste, perto da passagem Manchac. Devido às profundidades rasas do Lago Maurepas, mesmo a ação das ondas de energia relativamente baixa resulta em ressuspensão de sedimentos e, portanto, turbidez relativamente alta e baixas transparências, que influenciam o grau em que a produção primária pode ocorrer na coluna de água e no bentos.

## Pântano Maurepas WMA
A Área do Pântano Maurepas de Vida Selvagem (WMA) está localizada a aproximadamente 25 milhas a noroeste de Nova Orleães, ao longo da costa sul, bem como ao sul do Lago Maurepas. A área fica ao norte de LaPlace e se estende em direção a Sorrento. Inicialmente, a Fundação Richard King Mellon doou 61.633 acres ao Departamento de Vida Selvagem e Pesca da Luisiana (LDWF) para Pântano Maurepas WMA. As aquisições e doações subsequentes elevaram o total a 122.098 acres. O pântano se beneficiaria de "projectos cooperativos de reintrodução de água doce projetados para reviver o pântano e controle aprimorado de espécies de plantas invasoras que tomaram conta de grande parte deste pântano importante e paisagístico".